# Eddy Dap
Eduard (Eddy) Dap (Totikamp, 24 juni 1934 - Tilburg, 18 april 2009) was een Surinaams onderwijzer, leraar Engels en aardrijkskunde, politicus en maatschappelijk werker. Hij was een marron van Aukaners in Oost-Suriname.
Eddy Dap behaalde zijn onderwijzersakte aan de kweekschool in Suriname en gaf er vijftien jaar les. In 1967 was hij kandidaat van de Progressieve Surinaamse Volkspartij voor het kiesdistrict Beneden-Marowijne, als een van de eerste marrons. In datzelfde jaar verhuisde hij naar Nederland, waar hij een belangrijke plaats zou innemen binnen het sociaal werk onder Surinamers. In Nederland studeerde Dap Taal- en Cultuurstudies aan de Katholieke Hogeschool Tilburg en was docent op het Pauluslyceum te Tilburg. 
In 1982, ten tijde van het regime-Bouterse en volgend op de Decembermoorden, koos Dap de kant van de oppositie en schaarde hij zich bij Henk Chin A Sen c.s., die trachtten vanuit Nederland het regime te doen verdwijnen. Dap was adviseur van Ronnie Brunswijk. In 1987, tijdens de Binnenlandse Oorlog, coördineerde hij voor de Evangelische Broedergemeente Suriname de humanitaire hulpverlening aan vluchtelingen in Frans-Guyana vanuit Saint-Laurent-du-Maroni, het grensplaatsje aan de Marowijnerivier. Eind juli van 19?? keerde hij naar Nederland terug. 
Dap was oprichter en voorzitter van de Welzijnsstichting voor Surinamers in Tilburg (WST); de stad werd mede door zijn toedoen een van de concentratiesteden van Surinaamse marronemigranten.
Eduard Dap is Ridder in de Orde van Oranje-Nassau. In 2008 ontving hij de hoogste marrononderscheiding, de Gaanman Gazon Matodja Award.